# عنکبوت‌های سیاه غرب
عنکبوت‌های سیاه غرب (نام علمی: Plectreuridae) نام یک تیره از راسته عنکبوت است.